# Destination Vérité
Ne doit pas être confondu avec Destination vide ou Destination vengeance.

Destination Vérité (Destination Truth) est une émission de télévision documentaire américaine diffusée à partir du 6 juin 2007 sur la chaîne Syfy.
En France, elle est présentée par Clémence Castel en 2010.

## Synopsis
Josh Gates, explorateur et photographe, tente avec son équipe de résoudre des phénomènes inexpliqués à travers le monde : créatures légendaires, fantômes... À chaque épisode, deux enquêtes sont réunies dans un format de 45 minutes.

## Épisodes
- L'Iguanodon et la Ri.
- Fantômes de Thaïlande et le Nâga.
- Le Ropen et la Chupacabra.
- Bigfoot et le Nahuelito.
- Le Mamlambo et le Tokeleshe.
- Le Lobizon et le Prombero.
- Le Yowie et la Mosquée hantée.
- L'Orang pendek et le Ver d'Islande.
- Le Ninki Nanka et la Chouette de Gambie.
- L'Homme-singe et le Mokele-Mbembe.
- L'Anaconda géant.